# TBSテレビ系列平日昼の情報番組枠
TBSテレビ系列平日昼の情報番組枠（ティービーエステレビけいれつへいじつひるのじょうほうばんぐみわく）は、TBSテレビをはじめとするJNN系列で、平日（月曜日 - 金曜日）の昼（10時 - 14時）に放送されている情報番組の一覧である。

## 歴史
- 初番組は1968年開始の『0スタジオ おんなのテレビ』。だが『アフタヌーンショー』（NET→テレビ朝日系列）の壁は厚く、次作『お昼にあいましょう』が半年で終了すると、この枠は長きにわたって、『ベルトクイズQ&Q』を始めとしたクイズ番組や、帯ドラマ『ポーラテレビ小説』などが続いていた。1985年11月に開始された山城新伍司会の『新伍のお待ちどおさま』は人気番組となるが、1990年に山城が多忙だったことなどから終了し、以降の番組は1年以内での短期終了が続いた。
- 2000年4月から開始時間を11時台に早め、福留功男を司会に迎えた『ベストタイム』を開始し久々に長期に渡る放送となった。ところが、2004年に編成の都合などで『ベストタイム』が終了すると再び低迷期に入った。
- 2006年に開始した福澤朗総合司会の『ピンポン!』は、時間帯2位を記録する回もあった。
- 2009年にTBSの大幅改編により『ひるおび!』が開始となる。2011年春以降は1位争いを展開できるようになるまで飛躍した。

## 主な番組
※印は最終回時点で11時台から、※※は現時点で10時台からそれぞれ放送し、いずれも昼のJNNニュースを内包している。
- 0スタジオ おんなのテレビ（1968年10月 - 12月）
- お昼にあいましょう（1969年1月 - 6月）（金曜のみ朝日放送（現：朝日放送テレビ）制作）
  - この間はクイズ番組などを放送。
- 新伍のお待ちどおさま（1985年11月4日 - 1990年3月30日）
- ぴりっとタケロー（1990年4月2日 - 9月28日）
- 悠々!お昼です（1990年10月1日 - 1991年9月27日）
  - この間はバラエティー番組を放送。
- わいど!ウオッチャー（1993年3月1日 - 1995年3月31日）
  - この間はバラエティー番組を放送。
- ベストタイム※（2000年4月10日 - 2004年3月26日）
- はぴひる!（2004年3月29日 - 9月24日）
- （特）情報とってもインサイト（2004年9月27日 - 2005年3月25日）
- きょう発プラス!※（2005年3月28日 - 2006年9月29日）
- ピンポン!※（2006年10月2日 - 2009年3月27日）
- ひるおび!→ひるおび※※（2009年3月30日 - ）
  - ひるおび!・えなりかずき!そらナビ（金曜13時台：2009年4月3日 - 2010年3月26日） - 中部日本放送（現：CBCテレビ）制作